# Districte d'Amritsar
El districte d'Amritsar és un districte de l'estat de Panjab (Índia) i abans de la província britànica del Panjab. La superfície és de 5.075 km² i la població (2001) de 3.074.207 habitants. La capital és Amritsar. Està dividit en 4 tahsils (o tehsils), 5 sub tehsils, i 8 blocks. Aquestes subdivisions són:
- Tehsils:

1. Amritsar-I
2. Amritsar-II
3. Ajnala
4. Baba Bakala

- Sub-Tehsils

1. Attari
2. Lopoke
3. Majitha
4. Ramdas
5. Tarsika

- Blocks

1. Ajnala
2. Chogawan
3. Harsha China
4. Jandiala
5. Majitha
6. Rayya
7. Tarsika
8. Verka

## Història
El Guru Angad, successor del fundador de la secta sikh, Guru Naka, va viure a la vila de Khadur prop del riu Beds, al sud del districte, on va morir el 1552. El tercer guru, Amar Das, va viure a Govindwal, a la mateixa zona i a la seva mort el 1574 el va succeir el seu gendre Guru Ram Das que va fundar Amritsar i va excavar la llacuna que li va donar nom, construint al mig un temple en una illa. Guru Arkhan, el seu successor va completar el temple; la secta sikh es va desenvolupar i va créixer.
Arkhan enfrontat als mogols, va morir presoner del governador de Lahore, en aquesta ciutat el 1606. El seu fill Har Govind va continuar en oposició als mongols i va derrotar una expedició enviada contra ell però finalment va haver d'abandonar el Panjab i va morir a l'exili el 1644/1645. El desè líder, Guru Govind, va organitzar la comunitat religiosa-militar on tots els homes eren soldats i tots els homes eren iguals en drets i deures. El 1708 Guru Banda, successor de Govind, va retornar a Amritsar i va reprendre el culte, iniciant la guerra contra els musulmans. Va lluitar contra els governadors imperials i després contra els afganesos d'Ahmad Shah Durrani; després de diverses derrotes, els afganesos van derrotar els sikhs el 1761 a la segona batalla de Panipat prop de Delhi i els van perseguir més enllà del Sutlej, destruint Amritsar. Però quan els afganesos se'n van anar el 1765, els sikhs van reprendre el poder i el culte. Llavors, dels diversos principats sikhs que es van formar, va emergir el de Ranjit Singh que va unificar el Panjab, va conquerir Lahore el 1799 i Amritsar (després del 1802) i va restaurar els llocs de culte convertint Amritsar en la segona capital després de Lahore. El 1849, després de la segona guerra anglo-sikh, el Panjab va passar a domini britànic.
Sota domini britànic es va crear el districte d'Amritsar a la divisió de Narowal i després a la de Sialkot el 1867, la divisió d'Amritsar, i finalment a la de Lahore, sempre dins la província del Panjab, amb una superfície de 4.081 km². El districte estava limitat al nord-oest pel riu Ravi, que el separava del districte de Sialkot; al nord-est pel districte de Gurdaspir; al sud-est pel riu Beds, Bids o Beas, que el separava de l'estat de Kapurthala; i al sud-oest pel districte de Lahore. La capital era Amritsar. Estava dividit en tres tahsils: Amritsar, Tarn Taran i Ajnala i en 23 parganes. El 1857 els sikhs foren lleials als britànics. El 1855 el districte tenia 720.374 habitants, el 1868 832.838, i el 1881 en tenia 893.266 habitants amb 1029 pobles. Els musulmans eren 413.207, els hindús 262.531 i els sikhs 216.337. El districte estava habitat per jats (el 56%, i molt majoritàriament sikhs), caixmiris, brahmans, rajputs, khatris i arores. Les ciutats principals a més a més d'Amritsar eren Jandiala, Majitha, Ramdas, Tarn Taran, Vairowal, Sarhali Kalan i Bundala, de les que les cinc primeres eren municipalitat igual que Amritsar. Hi va haver escassetats el 1861 i 1869.
A la partició de 1947 el districte va quedar separat de la resta de la divisió de Lahore i reconegut a l'Índia. La població musulmana que era el 46% va abandonar en majoria el districte, però va rebre sikhs i hindús d'altres parts de la divisió.